# Salva Sevilla
Salva Sevilla, właśc. Salvador Sevilla López (ur. 18 marca 1984 w Berja) – hiszpański piłkarz występujący na pozycji pomocnika w Mallorce.